# Gergely Kokas
Gergely Kokas (Budapest, 1 de abril de 1975) es un deportista húngaro que compitió en remo. Ganó una medalla de bronce en el Campeonato Mundial de Remo de 1999, en la prueba de scull individual ligero.

## Palmarés internacional
| Campeonato Mundial | Campeonato Mundial      | Campeonato Mundial | Campeonato Mundial      |
| Año                | Lugar                   | Medalla            | Prueba                  |
| ------------------ | ----------------------- | ------------------ | ----------------------- |
| 1999               | St. Catharines (Canadá) | Medalla de bronce  | Scull individual ligero |